# Зворотня омана гравця
Зворотна омана гравця, названа філософом Яном Хакінгом, є формальною помилкою байєсівського висновування, що є зворотною до більш відомої помилки гравця . Це помилковий висновок на основі малоймовірного результату випадкового процесу, що процес, ймовірно, відбувався багато разів раніше. Наприклад, якщо хтось спостерігає, як кидається пара чесних костей і виходять подвійні шістки, неправильно вважати, що це підтверджує гіпотезу про те, що кістки кидали багато разів раніше. Ми бачимо це з байєсівського правила оновлення: якщо позначати «U»  малоймовірний результат випадкового процесу, а «M» — твердження, що процес відбувався багато разів раніше, ми маємо
{\displaystyle P(M|U)=P(M){\frac {P(U|M)}{P(U)}}}
і оскільки P(U|M) = P(U) (на результат процесу не впливають попередні випадки), випливає, що P(M|U) = P(M); тобто наша впевненість у M повинна бути незмінною, коли ми дізнаємося U.

## Реальні приклади
Зворотня омана гравця, безсумнівно, є помилкою, але існують розбіжності щодо того, чи і де вона була вчинена на практиці. У своїй оригінальній статті Хакінг бере за основний приклад певну реакцію на аргумент від творіння. Аргумент від творіння стверджує, по-перше, що Всесвіт точно налаштований для підтримки життя, а по-друге, що ця тонка настройка вказує на існування розумного дизайнера. Спростування, на яке атакував Хакінг, полягає в тому, щоб прийняти першу посилку, але відкинути другу на тій підставі, що наш створений Великим вибухом Всесвіт є лише одним у довгій «послідовності» всесвітів, і що тонка настройка лише показує, що існує було багато інших (погано налаштованих) всесвітів, що передували цьому. Хакерство проводить різку відмінність між цим аргументом і аргументом про те, що всі можливі світи співіснують у деякому позачасовому сенсі. Він пропонує, щоб ці аргументи, які часто розглядаються як незначні варіації один одного, слід вважати принципово різними, оскільки один формально недійсний, а інший — ні.
У спростувальній статті Джона Леслі вказується на різницю між спостереженням подвійних шісток і спостереженням за тонким налаштуванням, а саме на те, що перше не є необхідним (перекид міг вийти іншим), тоді як останнє необхідне (наш Всесвіт повинен підтримувати життя, що означає «ex hypothesi», що ми повинні побачити тонке налаштування). Він пропонує таку аналогію: замість того, щоб викликати в кімнату, щоб спостерігати за певним киданням кубиків, нам кажуть, що ми будемо викликані в кімнату відразу після підкидання подвійних шісток. У цій ситуації може бути цілком розумно після виклику зробити висновок з високою впевненістю, що ми не бачимо першого кидка. Зокрема, якщо ми знаємо, що кубики справедливі і що кидання не було б зупинено до того, як виникнуть подвійні шістки, то ймовірність того, що ми бачимо перший кидок, становить не більше 1/36. Однак ймовірність буде 1, якщо ролик контролює результат, використовуючи всемогутність і всезнання, які віруючі приписують творцю. Але якщо ролик не має таких можливостей, ймовірність може бути навіть меншою за 1/36, тому що ми не припускали, що ролик зобов’язаний викликати нас у перший раз, коли з’являться подвійні шістки.
У 2009 році Деніел М. Оппенгеймер і Бенуа Монін опублікували емпіричні докази зворотної помилки гравця (вони назвали це ретроспективною помилкою гравця). Вони виявили, що люди вважають, що відбулася більш тривала послідовність випадкових подій (наприклад, підкидання монети, кидання кубика) перед подією, яка сприймається як нерепрезентативна випадковість процесу генерації (смуга орлів чи решок, двічі-шість), ніж репрезентативна події. Ця помилка поширюється на більш реальні події, такі як ризик завагітніти тощо.